# Still Got It Going On
Still Got It Going On is een nummer van het Britse muziekduo Young Gun Silver Fox uit 2023. Het is de derde single van hun vierde studioalbum Ticket to Shangri-La, en ook de openingstrack van dat album.
"Still Got It Going On" is een vrolijk nummer met dat teruggrijpt naar de soul uit de jaren '70. Er is een prominente rol weggelegd voor blazers. Hoewel het nummer een kleine radiohit werd in Nederland, bereikte het de Top 40 of Tipparade niet. De plaat reikte wel tot de 31e positie in de Nationale Airplay Top 50. Ook werd het NPO Radio 2 TopSong en bereikte het de 2e positie in de Verrukkelijke 15 van NPO Radio 2.

## Tracklijst
Muziekdownload
1. "Still Got It Going On" - 4:24
2. "Still Got It Going On" (radioversie) - 4:03